# 3584 Аїша
3584 Аї́ша (1981 TW, 1954 RS, 1965 UY, 1978 EX1, 3584 Aisha) — астероїд головного поясу, відкритий 5 жовтня 1981 року.
Тіссеранів параметр щодо Юпітера — 3,217.